# Empty Spaces
"Empty Spaces" es una canción escrita por Roger Waters, grabada y publicado por la banda de rock progresivo Pink Floyd, lanzado el 30 de noviembre de 1979, cómo parte del álbum "The Wall". También sale en la película "Pink Floyd: The Wall" y es reemplazada por "What Shall We Do Now?".

## Composición
La canción tiene 2 minutos, dieciséis segundos de duración y tiene una larga introducción (de 1 minuto aproximadamente), la que incluye un anuncio de aeropuerto (haciendo referencia a que Pink se iba de gira a EE. UU.)[cita requerida]. A los 48 segundos cambia el tono y se vuelve un poco más fuerte. La canción termina de forma abrupta, y la última palabra recién se completa en el siguiente track ("Young Lust")

## Argumento
Así como las otras canciones de The Wall, Empty Spaces cuenta un tramo de la historia de Pink, el protagonista del álbum. Pink es ahora adulto y casado, pero él y su esposa están teniendo problemas en su relación debido a la distancia creada por su "muro" a medio construir. Y se pregunta qué debería usar para terminar de construir el muro.

## Adaptaciones y otras versiones
Tanto en la película como en el vivo del álbum, es usada una versión extendida de la canción titulada "What Shall We Do Now?".

## Mensaje oculto
Justo antes de la sección lírica, se encuentra un mensaje oculto. Está aislado en el canal izquierdo de la canción. No se lo puede percibir al ser reproducido de forma normal, pero si se pone en reversa se puede oír lo siguiente:
-Hello, Luka [hunters]... Congratulations. You have just discovered the secret message. Please send your answer to Old Pink, care of the Funny Farm, Chalfont...
-Roger! Carolyne's on the phone!
-Okay.
En castellano:
-Hola, Luka [cazadores]... Felicidades. Acaban de descubrir el mensaje secreto. Por favor envíen su respuesta al Viejo Pink, en cuidado de la Granja Loca, Chalfont...
-Roger! Carolyne está en el teléfono!
-Okay.
Se cree que el mensaje es una referencia cómica a Syd Barrett. El principio del mensaje, que es difícil de entender, se puede entender como que Roger Waters felicita a Luka (nombre de mujer) o a los cazadores (los que buscan mensajes ocultos en canciones) por encontrar éste mensaje, y bromea con que ella o ellos pueden mandar su respuesta a Syd Barrett (el "Viejo Pink"), quien vive en algún lugar en una granja loca (en referencia a un hospital psiquiátrico) en Chalfont. Pero antes de que llegue a dar la dirección exacta es interrumpido por alguien (James Guthrie) en el fondo que dice que Carolyn (la esposa de Waters) está en el teléfono. El mensaje puede ser interpretado como parte de The Wall, presagiando la locura de Pink.

## Versiones
- Mushroomhead hizo un cover para el relanzamiento de XX de Universal.[cita requerida]

## Versión en directo deBryan AdamsyRoger Waters(The Wall - Live in Berlin- Disco 1)
En el concierto y álbum de Roger Waters, The Wall - Live in Berlin, disco 1, pista 8 se pone esa canción como en las giras de 1980-81 se deja la canción y después entra What Shall We Do Now? con Bryan Adams y Waters como los cantantes principales pero no son separadas, quiere decir que las 2 se unen y se acreditan como Empty Spaces. Vivo en Potsdamer Platz, Alemania, el 21 de julio de 1990, un año después del concierto masivo de Pink Floyd - Live At Venice (1989).

## Personal
- David Gilmour - guitarras, clarinete, Prophet-5 y sintetizadores ARP Quadra.
- Roger Waters - voces, bajo, VCS3.
- Richard Wright - piano
- James Guthrie - sintetizador ARP Quadra.[2]